# Epipactis dunensis
Epipactis dunensis är en orkidéart som först beskrevs av Thomas Stephenson och Thomas Alan Stephenson, och fick sitt nu gällande namn av Masters John Godfery. Epipactis dunensis ingår i släktet knipprötter, och familjen orkidéer. IUCN kategoriserar arten globalt som otillräckligt studerad. Inga underarter finns listade i Catalogue of Life.

## Bildgalleri

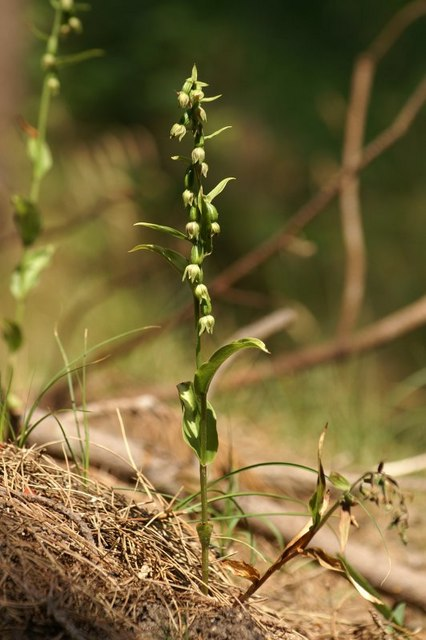
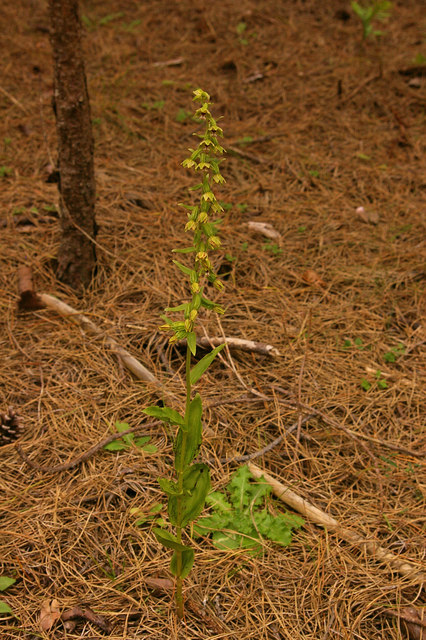
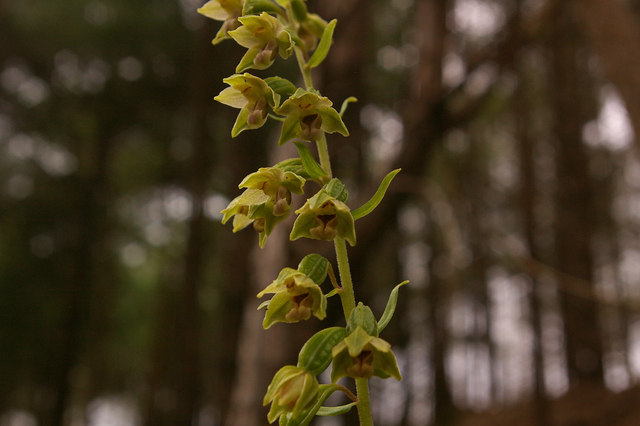